# Büchertisch

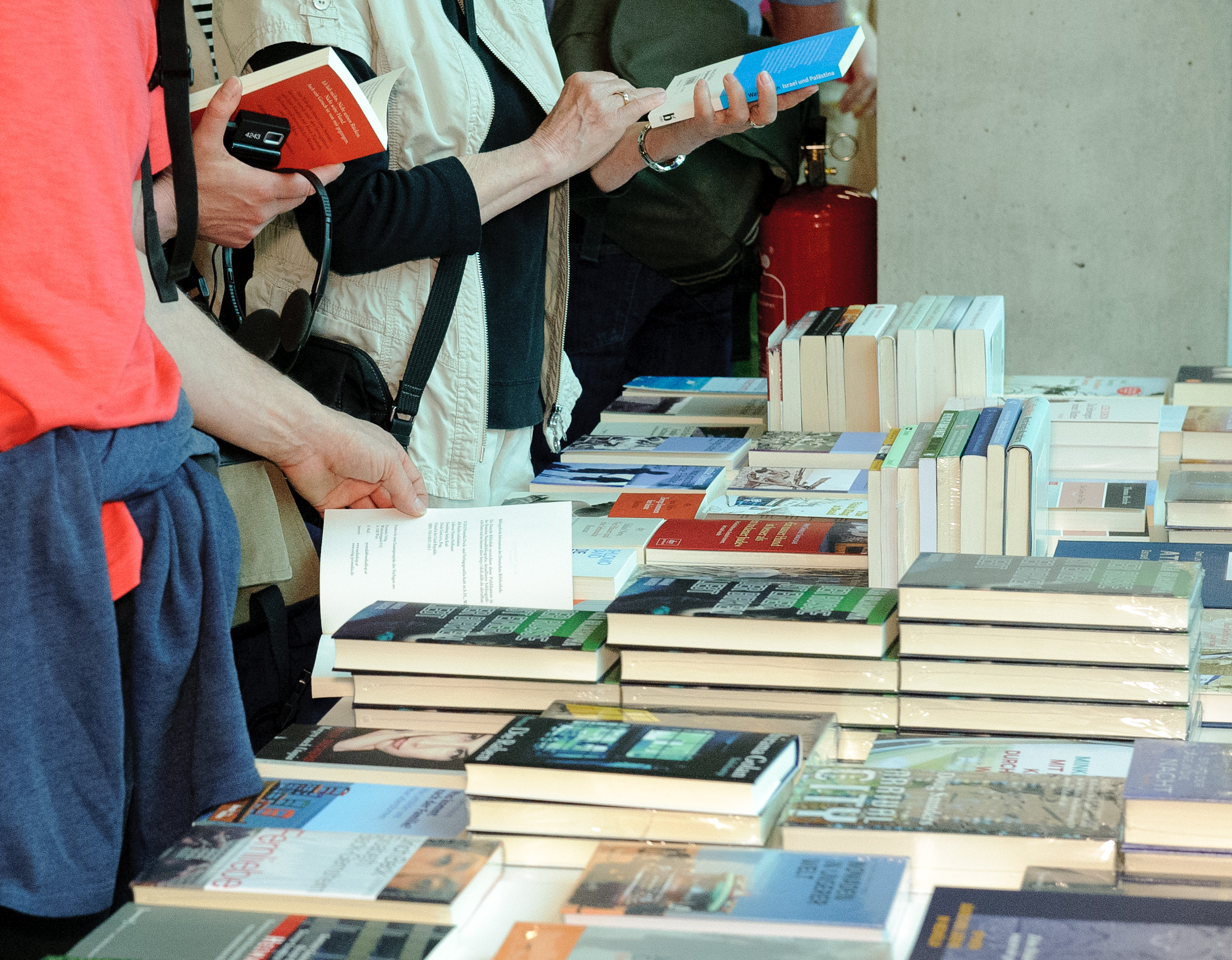
Büchertisch (2012)

Ein Büchertisch dient der Auslage von Büchern auf einem Tisch. Der Zweck ist das Vorstellen von Büchern oder deren Verkauf.

## Allgemein
Im Buchhandel werden Büchertische zum ambulanten Vertrieb außerhalb der stationären Buchhandlungen oder des Verlagsbuchhandels eingesetzt.
Daneben stellen Vereine und Verbände, politische Parteien oder Gruppierungen der Zivilgesellschaft sowie religiöse Organisationen auf Büchertischen Publikationen zu begrenzten Themengebieten und Werbematerialien wie Flyer oder Non-Books in ihren Einrichtungen ständig oder bei bestimmten Anlässen und Veranstaltungen aus.
Bei Autorenlesungen werden Büchertische dazu genutzt, das Werk des Autors, aus dem er liest, sowie gegebenenfalls weitere seiner Bücher zur Ansicht und zum Kauf anzubieten. Zur Ausstattung des Büchertischs gehören eine Kasse mit Wechselgeld und ein Quittungsblock, bei professionellem Betrieb durch eine Buchhandlung gegebenenfalls Bestellformulare, Firmenschild, Werbematerialien und Verpackungstüten oder -taschen. Für Autoren, die im Selbstverlag veröffentlichen, sind Büchertische neben anderen Vertriebswegen eine Möglichkeit zur Vermarktung ihrer Produkte.

## Büchertische in der westdeutschen 68er-Bewegung
Eine wichtige Rolle spielten Büchertische für die deutsche 68er-Bewegung; oft wurden hierfür Tapeziertische verwendet. Nach ihrem Aufstellungsort in Universitätsmensen trugen sie auch die Bezeichnung „Mensatische“. In westdeutschen Universitäten boten Gruppierungen der Neuen Linken auf solchen Tischen Publikationen an, die in etablierten Buchhandlungen nicht zum Sortiment gehörten und auch nicht bestellt wurden.
Der Gründer der Münchner „Basis Buchhandlung“ berichtete, noch Ende der 1960er Jahre habe er wichtige Veröffentlichungen nur auf Delegiertenversammlungen des Sozialistischen Deutschen Studentenbunds (SDS) bekommen können, wenn sie nicht gelegentlich von „Fliegenden Buchhändlern“ aus Berlin oder München in der Mensa der Universität angeboten wurden. Um die sogenannte Mao-Bibel  in Münchner Verkaufsstellen unterzubringen, sah sich Gisela Erler, Mitgründerin des Trikont-Verlags, zum hartnäckigen Klinkenputzen gezwungen. Ihr gelang es erst nach teilweise „bodenlosem Terror“, die „Worte des Vorsitzenden Mao Tsetung“  ins Buchhandlungssortiment zu bringen. Die Worte des Vorsitzenden Mao Tsetung im abwaschbaren Kunststoffeinband gehörten in den 1970er Jahren zum festen Sortiment der Büchertische, das Buch im Hosentaschenformat wurde für eine Mark verkauft. In den späten 1960ern beklagte sich der SDS in Marburg, in der Stadt gebe es keinen linken Buchladen, deswegen komme man nicht an „Underground-Produkte“, es sei denn, die „beiden Berliner Genossen verirren sich mal nach Marburg und bieten ihre Sachen für einen Tag in der Mensa an“.
Aus der Verbreitung linker Publikationen aus Klein- und Untergrundverlagen auf Büchertischen entwickelte sich ein Netzwerk linker Buchläden. Sie wurden zunächst in Westberlin, Freiburg, Heidelberg, Hamburg, Frankfurt, Göttingen und Marburg gegründet. In Marburg war es beispielsweise der „Rote Buchladen für marxistische Theorie. Linke Literatur und Zeitschriften“ am 31. Oktober 1969, in Göttingen der „Politische Buchladen“ (Polibula) im Frühjahr 1970.
Linke Buchläden in Westberlin wie „Jürgens Buchladen“, „Das politische Buch“ und die Buchhandlung „Karin Röhrbein“ schlossen sich zu den „Westberliner Buchladenkollektiven“ (WBK) zusammen und teilten sich wiederum die Büchertische in den Hochschulen der Stadt auf.